# Manuel Roldán
Manuel Roldán (m. 26 de julio de 1890 en Buenos Aires) fue un militar argentino que alcanzó el grado de capitán. Fue un seguidor de Leandro Alem y uno de los jefes militares de la Revolución del Parque en 1890, organizada por la Unión Cívica en donde murió en la tarde del 26 de julio de 1890, mientras estaba apostado en el cantón establecido en la Escuela Avellaneda, ubicada en la esquina de las calles Talcahuano y Viamonte. Debido a la gran cantidad de muertos que se produjeron en esa posición fue denominada "la Esquina de la Muerte". 
Está enterrado en el Panteón de los Caídos en la Revolución del Parque que se encuentra en el Cementerio de la Recoleta.